# 李振吉
李振吉（1944年9月—），男，山东昌乐人，中国医学家，曾任中国中医研究院副院长，国家中医药管理局科教司司长、副局长，药典委员会副主任委员。